# Juliette Darle
Juliette Darle (née Juliette Augustine Cafiou le 9 septembre 1921 à Saligny-le-Vif et morte le 16 mars 2013 à Paris 20e,) est une poétesse française originaire du Sancerrois.

## Biographie
Les premiers poèmes de Juliette Darle parus au début des années 1950 sont salués par Blaise Cendrars, Paul Éluard et Louis Aragon. Ce dernier en fait la publicité dans des revues littéraires et dans un de ses livres. Sous l'égide de Vincent Monteiro, un jury de poètes (dont Pierre Seghers et Guillevic) lui décerne le prix du Salon de poésie réservé à un jeune poète. La jeune provinciale venue étudier à Paris rencontre Paul Éluard, Pablo Picasso, Alberto Giacometti, et publie ses entretiens avec Fernand Léger.
Puis c'est le succès en 1957 de Léonard et la machine volante qui tire à 100 000 exemplaires et connaît un grand succès au Québec. Le lundi 11 novembre 1963, au pied de la statue de Balzac, boulevard Raspail, est fondé, pour défendre la sculpture figurative, le Groupe des Neuf qu'elle anime.
Précurseur de la poésie murale, dont elle a eu l’intuition, Juliette Darle avec son mari, l’écrivain André Darle (d) (fondateur du prix Tristan-Tzara), va sillonner la France en compagnie de poètes (Alain Bosquet, etc.). Ils commencent à Brest, Nevers, Saint-Ouen… et passent régulièrement, chaque printemps, au château des Stuarts à Aubigny-sur-Nère. C'est à cette occasion que Louis Aragon fait une de ses dernières apparitions publiques en 1980, donnant une lecture des Yeux d'Elsa.
En 1992, Michel Houellebecq, poète de 36 ans, lauréat du prix Tristan-Tzara, y fait également une lecture. Les Darle l’encouragent dans sa vocation d'écrivain.
Juliette Darle privilégie également le poème dit, le chant, et aussi ces vers que l’on découvre sur les murs. La poésie murale devançait son époque et l'éloigna du circuit classique du livre. Dits ou chantés, ses poèmes apparurent dans des spectacles présentés à l'espace Pierre-Cardin, aux galeries nationales du Grand Palais, dans la grande salle du musée de l'Homme. Cette expérience de la scène l'amène dans des cabarets du quartier latin avec Alain Buci (d) à la guitare. Puis ils parcourent la Provence ; Alain Buci chante les textes, elle récite ses poèmes dans un décor du peintre Ladislas Kijno, avec des images d’André Villers, l’ami de Pablo Picasso. Juliette Darle s'est également produite avec Serge Reggiani 
Juliette Darle dirige le magazine Le Temps des poètes.
Juliette et André Darle résident à Paris et à Méasnes où, au Printemps des Poètes 2010, Alain Buci (d) et Juliette Darle se sont produits.
Coquetterie de dame ou de poétesse, Juliette Darle s'est toujours refusée à parler de son âge.

## Œuvres (liste non exhaustive)
- 1951 : Feu de chèvrefeuille, illustrations de Jean Amblard, Paris, Pierre Seghers
- 1952 : 
  - La Rose des sables, dessins de Jean Amblard, Paris, Pierre Seghers
  - Le Chant des oliviers, dessin de Pablo Picasso, Éditions Caractères
- 1955 : Je t'aime, dessins d'André Minaux, Paris, Caractères
- 1956 : Beaux desperados, dessins de Michel de Gallard, Paris, Librairie les Lettres (Poitiers, impr. Victor Hugo)
- 1957 : Léonard et la machine volante, dessins de Michel de Gallard, Paris, Éditions la farandole
- 1958 : Le Chemin de la mer, dessins de Marcel Roche, Paris, J. Millas-Martin (impr. J. Millas-Martin)
- 1961 : Le Combat solitaire, dessins de René Aberlenc, Paris, J. Grassin (Épernon, impr. J.-R. Avisseau)
- 1964 : J'ai trop aimé la solitude, dessins de René Aberlenc, René Babin, Jean Carton, Raymond Corbin…, Paris : J. Grassin (Millau, impr. Maury)
- 1967 : Château de Saint-Ouen… 20 peintres d'aujourd'hui, texte de Jean-Pierre Chabrol et Juliette Darle, du 12 mai au 25 juin, Saint-Ouen
- 1968 : À Pablo Picasso, Paris, Cercle Art et Poésie
- 1971 : Aspects de la gravure contemporaine : Dunoyer de Segonzac, Gromaire, Picasso, Bersier…, texte de Juliette Darle, Brest, Palais des arts et de la culture
- 1972 : Poésie murale… (21 juin-15 octobre), catalogue et anthologie poétique réalisés par Juliette et André Darle, Brest, Palais des arts et de la culture
- 1973 : Poésie murale…(5 mai-17 juin), anthologie réalisée par Juliette et André Darle, Rueil-Malmaison, centre culturel Edmond-Rostand
- 1978 :
  - Les poètes au château… (exposition de poésie murale), une initiative de Juliette Darle et Alain Bosquet ; sous la présidence de Michel Cointat, Fougères
  - Poètes dans la cité, une initiative de Juliette Darle et Alain Bosquet, La Courneuve, centre culturel J. Houdremont
  - Poètes en Sologne, festival de poésie murale, Aubigny-sur-Nère, une initiative de Juliette Darle et Alain Bosquet, château des Stuarts ; Paris, association Poésie murale
- 1979 :
  - Poètes à Nevers, une initiative de Juliette Darle et Alain Bosquet, Nevers, maison de la culture
  - Poètes en Sologne II, festival de poésie murale, Aubigny-sur-Nère, une initiative de Juliette Darle et Alain Bosquet, château des Stuarts ; Paris, association Poésie murale
  - Poètes à Meaux, festival de poésie murale, Meaux, une initiative de Juliette Darle et Alain Bosquet, musée Bossuet ; Paris, association Poésie murale
- 1980 : 
  - Poètes en Sologne III, festival de poésie murale, Aubigny-sur-Nère, une initiative de Juliette Darle et Alain Bosquet, association Poésie murale
  - Poètes au bord de la Seine, une initiative de Juliette Darle et Alain Bosquet, Le Pecq : centre André Malraux
- 1981 : Sterne des solitudes, sérigraphies originales de Patrice Pouperon, Paris, Les Bibliophiles de France
- 1995 : Arbre haute mémoire. Poème pour un cinquantenaire, dessins-collages de Sarah Wiame
- 1997 : Résurgences, illustrations de Sarah Wiame, Paris, Céphéides
- 1999 : Miroirs de Crozant, autour de l'exposition photographique, texte de Juliette Darle, Crozant demain
- 2001 : Les Portes du temps, précédé de Visages du siècle qui s'en va, Limoges, le Bruit des autres
- 2011 : Jean-Claude Bertrand, préface de Juliette Darle, textes de George Besson, Jean-Pierre Péraro et Jacques Petit, Strasbourg, éditions Jérôme Do Bentzinger

## Liens